# 佐々木醇三
佐々木 醇三（ささき じゅんぞう、1920年12月27日 - 2002年4月30日）は、日本の経営者。ニチロ社長を務めた。北海道出身。

## 経歴
1946年に北海道帝国大学農学部農業経済学科を卒業し、1947年に農林中央金庫に入社し、1973年には理事に就任。1980年12月に日魯漁業(のちのニチロ)に転じ、最高顧問に就任し、1981年2月に副社長を経て、1986年2月には社長に就任。1990年1月に取締役相談役を経て、同年6月には相談役に就任。社長在任時には、積極的な海外展開による加工食品事業の強化などにより、当時経営不振に陥っていた自社の再建に尽力した。
1997年に勲三等瑞宝章を受章。
2002年4月30日に心筋梗塞のために死去。81歳没。